# Taliwang District
Taliwang District (indonesiska: Kecamatan Taliwang) är ett distrikt i Indonesien.   Det ligger i distriktet Kabupaten Sumbawa Barat, provinsen Nusa Tenggara Barat, i den sydvästra delen av landet, 1 100 km öster om huvudstaden Jakarta.